# SKN St. Pölten (női csapat)
A Sportklub Niederösterreich St. Pölten egy osztrák sportegyesület, amelynek van női labdarúgó szakosztálya is, amely az osztrák női első osztályban szerepel.

## Történelem
2006-ban alapították meg a SKN St. Pölten női szakosztályát, amely a 2006–07-es szezont a negyedosztályban kezdte meg, a bajnokságot megnyerték és feljutottak. A harmadosztályban két szezon töltött a klub, előbb 5., majd bajnok lett. A 2009–10 és a 2010–11-es szezonban mindkétszer bajnokok lettek, de csak az utóbbiban jutottak fel. Az élvonalban az első idényükben az SV Neulengbach mögött a 2. helyen végeztek. A következő két szezonban továbbra is a 2. helyen fejezték be a bajnokságot. A 2013–14-es idényben már FSK St. Pölten-Spratzern néven vettek részt. A következő szezont az SV Neulengbach előtt 14 ponttal nyerték meg, majd az ezt követő idényt pedig a SK Sturm Graz előtt 12 ponttal.

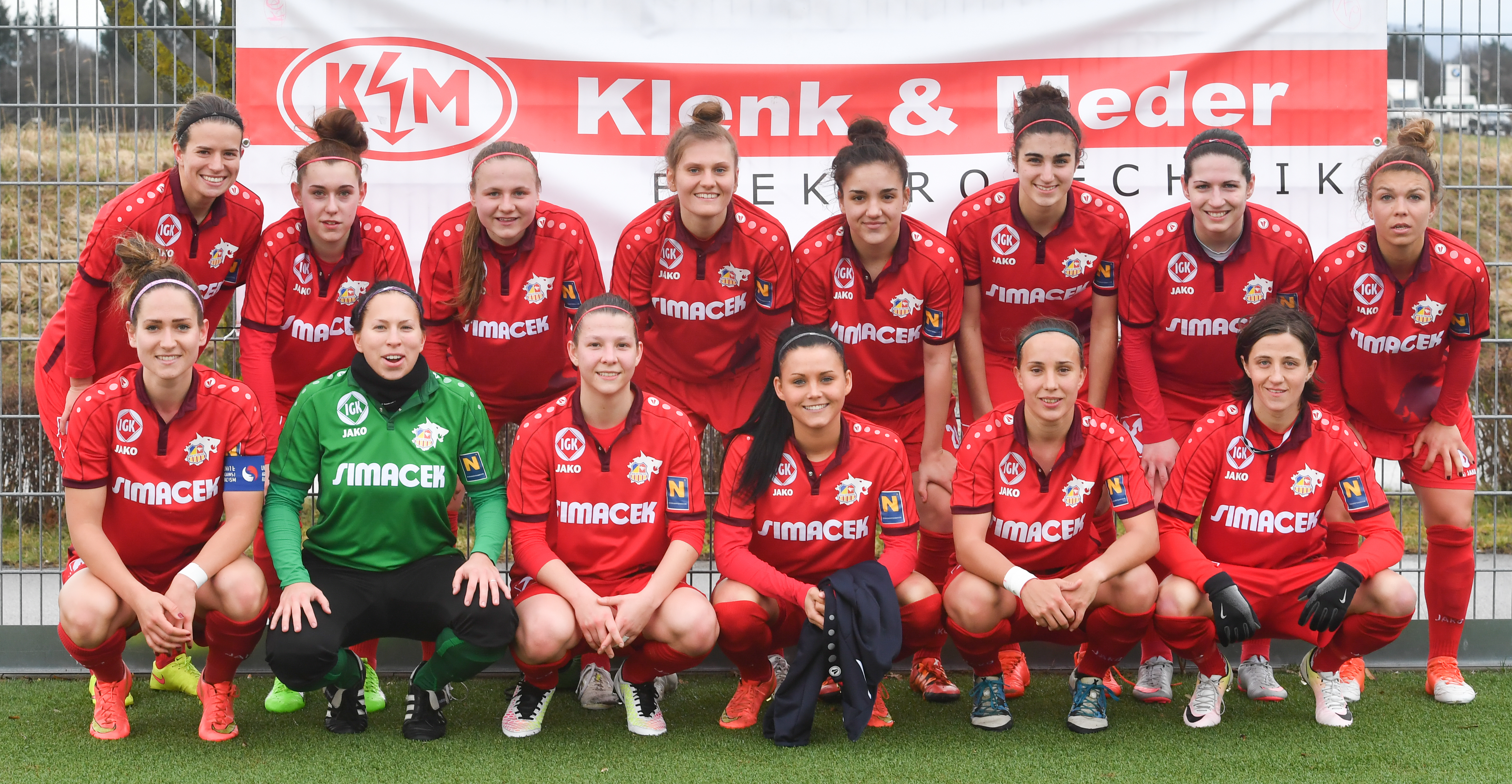
A Sturm Graz elleni keret a 2017. március 19-én megrendezett bajnoki találkozón.
Felső sor, balról: Alexandra Bíróová, Laura Krumböck, Carina Mahr, Viktoria Pinther, Laura Wienroither, Evelin Kurz, Gina Babicky, Nadine Prohaska.
Alsó sor, balról: Jasmin Eder, Jasmin Krejc, Julia Tabotta, Claudia Wasser, Vágó Fanny, Mateja Zver.

## Név változtatások
- 2006–2013 "ASV Spratzern"
- 2013–2016 "FSK Simacek St. Pölten-Spratzern"
- 2016– "SKN St. Pölten Frauen"

## Játékoskeret
2020. március 29-i állapotnak megfelelően.
| #  |     | Poszt | Név               |
| -- | --- | ----- | ----------------- |
| 30 | AUT | K     | Melissa Abiral    |
| 32 | AUT | K     | Isabella Kresche  |
| 36 | AUT | K     | Kristin Krammer   |
| 2  | AUT | V     | Johanna Morscher  |
| 3  | AUT | V     | Nicole Sauer      |
| 4  | CRO | V     | Leonarda Balog    |
| 5  | AUT | V     | Gina Babicky      |
| 14 | SVK | V     | Alexandra Biróová |
| 15 | AUT | V     | Nadine Seidl      |
| 19 | AUT | V     | Julia Tabotta     |
| 26 | AUT | V     | Anna Holl         |
| 34 | AUT | V     | Michela Croatto   |
| 7  | SVK | KP    | Mária Mikolajová  |
| 8  | AUT | KP    | Carina Mahr       |
| 9  | AUT | KP    | Claudia Wasser    |

| #  |     | Poszt | Név                      |
| -- | --- | ----- | ------------------------ |
| 10 | SUI | KP    | Isabelle Meyer           |
| 12 | AUT | KP    | Julia Hickelsberger      |
| 20 | AUT | KP    | Annabel Schasching       |
| 24 | SVN | KP    | Mateja Zver              |
| 25 | AUT | K     | Johanna Rauchberger      |
| 27 | AUT | KP    | Jasmin Eder              |
| 28 | AUT | KP    | Jana Sophie Scharnböck   |
| 77 | AUT | KP    | Laetitia Barabas         |
| 11 | AUT | CS    | Christina Edlinger       |
| 13 | AUT | CS    | Lara Felix               |
| 17 | AUT | CS    | Valentina Schwarzlmüller |
| 48 | AUT | CS    | Melanie Brunnthaler      |
| 21 | AUT | CS    | Stefanie Enzinger        |
| 23 | HUN | CS    | Zágor Bernadett          |

## Sikerek
- ÖFB-Frauenliga : 10

2014–15, 2015–16, 2016-17, 2017-18, 2018-19, 2020-21, 2021-22, 2022-23, 2023-24, 2024-25
- 2. Liga Ost : 2

2009–10, 2010–11
- NÖN-Frauenliga : 1

2008–09
- Gebietsliga West : 1

2006–07
- Osztrák női kupa : 6

2012–13, 2013–14, 2014–15, 2015–16, 2016–17, 2017–18